# Urolosia
Urolosia is een geslacht van vlinders van de familie spinneruilen (Erebidae), uit de onderfamilie Arctiinae.

## Soorten
- U. albipuncta Druce, 1905
- U. brodea Schaus, 1896
- U. opalicincta Druce, 1898